# 名古屋市立内山小学校
名古屋市立内山小学校（なごやしりつ うちやましょうがっこう）は、愛知県名古屋市千種区にある公立小学校である。
今池の繁華街より北へ500mに位置しており、空洞化と少子化の影響で各学年1学級ずつ、総児童数100名ほどの小規模校となっている。

## 歴史

### 沿革
- 1911年（明治44年）9月22日 - 愛知郡千種町立千種尋常高等小学校の池内分教場として設置
- 1912年（明治45年）6月1日 - 独立して千種尋常小学校と称する
- 1916年（大正5年）4月1日 - 千種北部尋常小学校に改称
- 1921年（大正10年）8月22日 - 千種町が名古屋市へ編入され、名古屋市立池内尋常小学校となる。
- 1927年（昭和2年）9月1日 - 今池尋常小学校を分離
- 1937年（昭和12年）11月15日 - 松軒尋常小学校（現・大和小）を分離。
- 1941年（昭和16年）4月1日 - 名古屋市池内国民学校尋常科となる。
- 1946年（昭和21年）4月15日 - 今池国民学校を併合し内山国民学校となる。
- 1947年（昭和22年）4月1日 - 学校教育法施行により名古屋市立内山小学校に改称。
- 1963年（昭和38年） - 校歌「朝が来た来た」制定（作詞・福島佐松、作曲・鶴原国夫）
- 1968年（昭和43年） - 校旗制定
- 2022年（令和4年）9月 - 児童数減少による小規模校を解消するため、大和小学校との統合が検討された結果、名古屋市教育委員会は両校の統合を決定した[1]。

### 児童数の変遷
『愛知県小中学校誌』（2018年）によると、児童数の変遷は以下の通りである。
| 1947年（昭和22年） | 726人  |  |
| 1957年（昭和32年） | 1189人 |  |
| 1967年（昭和42年） | 651人  |  |
| 1977年（昭和52年） | 492人  |  |
| 1987年（昭和62年） | 316人  |  |
| 1997年（平成9年）  | 175人  |  |
| 2007年（平成19年） | 122人  |  |
| 2017年（平成29年） | 121人  |  |

## 交通
- 名古屋市営地下鉄東山線・桜通線 今池駅 1番出口より北へ400m
- JR東海中央本線 千種駅より北東へ1km
- 名古屋市営バス（千種13・吹上11・東巡回）都通二丁目停留所より南へ200m

## 近隣施設
- 名古屋市立内山保育園
- 内山公園

## 学区
内山学区は千種駅北東の面積0.64 km2の地域で、大和・高見・春岡・千種・千石・葵・筒井の7学区と接している。内山一丁目～三丁目、今池四丁目の全域と、今池一丁目・二丁目、豊年町、神田町の一部が該当する。内山小学校は学区のほぼ中心に位置しており、学区内のどこからでも道程1km以内で到達できる。